# Wiśniówek-Kolonia
Wiśniówek-Kolonia – kolonia w Polsce położona w województwie podlaskim, w powiecie wysokomazowieckim, w gminie Wysokie Mazowieckie.
W latach 1975–1998 miejscowość administracyjnie należała do województwa łomżyńskiego.

## Historia
W roku 1921 w kolonii Wiśniówek naliczono 11 budynków z przeznaczeniem mieszkalnym i 61. mieszkańców (27. mężczyzn i 34 kobiety). Wszyscy podali narodowość polską i wyznanie rzymskokatolickie